# Donna Peters
Pour les articles homonymes, voir Peters.
Donna Peters-Landreville est une triathlète professionnelle américaine, triple vainqueur du Wildflower Triathlon.

## Biographie
Donna Landreville s'est mariée entre les deux championnats du monde de duathlon 1991 et 1992 où elle est devenue Donna Peters-Landreville.

## Palmarès
Le tableau présente les résultats les plus significatifs (podium) obtenus sur le circuit international de triathlon et de duathlon depuis 1990,.
| Année | Compétition                       | Pays       | Position           | Temps           |
| ----- | --------------------------------- | ---------- | ------------------ | --------------- |
| 1995  | Wildflower Triathlon              | États-Unis | Médaille d'argent  | 4 h 41 min 25 s |
| 1994  | Wildflower Triathlon              | États-Unis | Médaille d'or      | 4 h 41 min 25 s |
| 1994  | St. Croix Triathlon               | États-Unis | Médaille de bronze | Timing          |
| 1993  | Wildflower Triathlon              | États-Unis | Médaille d'or      | Timing          |
| 1993  | Powerman Duathlon                 | Suisse     | Médaille d'argent  | 7 h 15 min 58 s |
| 1993  | Championnat des États-Unis        | États-Unis | Médaille de bronze | 2 h 0 min 53 s  |
| 1992  | Wildflower Triathlon              | États-Unis | Médaille d'or      | Timing          |
| 1992  | Triathlon international de Nice   | France     | Médaille d'argent  | 7 h 3 min 17 s  |
| 1991  | Championnats du monde de duathlon | États-Unis | Médaille d'argent  | 3 h 21 min 37 s |
| 1990  | Championnats du monde de duathlon | États-Unis | Médaille d'argent  | 2 h 59 min 35 s |